# 506074 Svarog
506074 Svarog este o planetă minoră (asteroid), cu un diametru de 0,665 km, din Asteroid Apollo. A fost descoperită pe 24 octombrie 2015 la  de . 
Obiectul prezintă o orbită caracterizată de o semiaxă mare de 1,5579740598716 UAi, o excentricitate de 0,68716403193014, o înclinație de 6,0053956418422 ° în raport cu ecliptica.